# Hojas de cálculo de Google
Hojas de cálculo de Google (en inglés Google Sheets, y anteriormente conocido como Google Spreadsheets) es un programa de hojas de cálculo que se incluye como parte del conjunto gratuito de Google Docs Editors basado en la web que ofrece Google. Hojas de cálculo de Google está disponible como aplicación web, aplicación móvil para Android, iOS, Windows, BlackBerry y como aplicación de escritorio en Chrome OS de Google. La aplicación es compatible con los formatos de archivo de Microsoft Excel. La aplicación permite a los usuarios crear y editar archivos en línea mientras colaboran con otros usuarios en tiempo real. Las ediciones son rastreadas por el usuario con un historial de revisión que presenta los cambios. La posición de un editor se resalta con un color y un cursor específicos del editor y un sistema de permisos regula lo que los usuarios pueden hacer. Las actualizaciones han introducido funciones que utilizan el aprendizaje automático, incluido «Explorar», que ofrece respuestas basadas en preguntas de lenguaje natural en una hoja de cálculo.

## Historia
Hojas de cálculo de Google se originó a partir de XL2Web, una aplicación de hoja de cálculo basada en la web desarrollada por 2Web Technologies, fundada por Jonathan Rochelle y Farzad «Fuzzy» Khosrowshahi. XL2Web fue adquirida por Google en 2006 y se convirtió en Google Labs Spreadsheets. Se lanzó como una prueba para un número limitado de usuarios, por orden de llegada el 6 de junio de 2006. La prueba limitada se reemplazó más tarde con una versión beta disponible para todos los titulares de cuentas de Google, casi al mismo tiempo que se emitió un comunicado de prensa oficial. En marzo de 2010, Google adquirió la empresa de colaboración de documentos en línea DocVerse, lo que permitió la colaboración en línea de múltiples usuarios en documentos compatibles con Excel, así como otros formatos de Microsoft Office, como Word y PowerPoint. Las mejoras basadas en DocVerse se anunciaron e implementaron en abril de 2010. En junio de 2012, Google adquirió Quickoffice, una suite de productividad patentada de software gratuito para dispositivos móviles. En octubre de 2012, pasó de llamarse Google Spreadsheets a llamarse Google Sheets y se lanzó una aplicación de Chrome que proporcionaba accesos directos a Sheets en la nueva pestaña de Chrome.

## Plataformas
Hojas de cálculo de Google está disponible como una aplicación web compatible con los navegadores web Google Chrome, Microsoft Edge, Mozilla Firefox, Internet Explorer y Apple Safari. Los usuarios pueden acceder a todas las hojas de cálculo, entre otros archivos, de forma colectiva a través del sitio web de Google Drive. En junio de 2014, Google lanzó una página de inicio de sitio web dedicada para hojas de cálculo que contiene solo archivos creados con hojas de cálculo de Google. En 2014, Google lanzó una aplicación móvil dedicada para Google Sheets en los sistemas operativos móviles Android e iOS. En 2015, el sitio web móvil de hojas de cálculo de Google se actualizó con una interfaz «más simple y uniforme» y, aunque los usuarios pueden leer hojas de cálculo a través de los sitios web móviles, los usuarios que intenten editar serán redirigidos a la aplicación móvil para eliminar la edición en la web móvil.

## Características

### Edición

#### Historial de colaboraciones y revisiones
Hojas de cálculo de Google sirve como una herramienta colaborativa para la edición cooperativa de hojas de cálculo en tiempo real. Los documentos pueden ser compartidos, abiertos y editados por varios usuarios simultáneamente y los usuarios pueden ver los cambios de carácter por carácter a medida que otros colaboradores realizan ediciones. Los cambios se guardan automáticamente en los servidores de Google y se guarda automáticamente un historial de revisión para que las ediciones anteriores se puedan ver y revertir. La posición actual de un editor se representa con un color/cursor específico del editor, por lo que si otro editor está viendo esa parte del documento, puede ver las ediciones a medida que ocurren. Una funcionalidad de chat en la barra lateral permite a los colaboradores discutir las ediciones. El historial de revisión permite a los usuarios ver las adiciones realizadas a un documento, con cada autor distinguido por color. Solo se pueden comparar las revisiones adyacentes y los usuarios no pueden controlar la frecuencia con la que se guardan las revisiones. Los archivos se pueden exportar a la computadora local de un usuario en una variedad de formatos, como PDF y Office Open XML. Hojas de cálculo admite el etiquetado con fines organizativos y de archivo.

#### Explorar
Lanzado para toda la suite de Drive en septiembre de 2016, «Explorar» permite una funcionalidad adicional a través del aprendizaje automático. Hojas de cálculo de Google tiene la opción de «Explorar» permite a los usuarios hacer preguntas, como «¿Cuántas unidades se vendieron el Black Friday?», y «Explorar» devolverá la respuesta, sin que el usuario tenga conocimientos de fórmulas. En junio de 2017, Google amplió la función «Explorar» en Hojas de cálculo para generar gráficos y visualizar datos automáticamente, y nuevamente la amplió en diciembre para ofrecer aprendizaje automático capaz de crear tablas dinámicas automáticamente. En octubre de 2016, Google anunció la adición de «Elementos de acción» a Hojas de cálculo. Si un usuario asigna una tarea dentro de una hoja, el servicio asignará de manera inteligente esa acción al usuario designado. Google afirma que esto facilitará que otros colaboradores visualicen quién es el responsable de una tarea. Cuando un usuario visita Google Drive u hojas de cálculo de Google, cualquier archivo que contenga tareas asignadas a él se resaltará con una insignia. En marzo de 2014, Google introdujo complementos; nuevas herramientas para desarrolladores externos para que estos pudieran agregar más funciones para hojas de cálculo de Google.

#### Edición sin conexión
Para ver y editar hojas de cálculo sin conexión en una computadora, los usuarios deben usar el navegador web Google Chrome. Una extensión de Chrome, Google Docs Offline, permite a los usuarios habilitar el soporte sin conexión para Hojas de cálculo y otros archivos del conjunto de aplicaciones de Drive en el sitio web de Google Drive. Las aplicaciones de Android e iOS admiten de forma nativa la edición sin conexión.

### Archivos
Los archivos en los siguientes formatos se pueden ver y convertir al formato de hojas de cálculo de Google: .xls (si es más reciente que Microsoft Office 95), .xlsx, .xlsm, .xlt, .xltx, .xltm .ods, .csv, .tsv, . txt, .tab. El tamaño total del documento tiene un límite de 5 millones de celdas.

### Google Workspace
La aplicación hojas de cálculo de Google y el resto del conjunto de Google Docs Editors son de uso gratuito para particulares, pero hojas de cálculo también está disponible como parte del servicio Google Workspace (anteriormente G Suite) centrado en empresas de Google, que es una suscripción mensual que permite funcionalidades centradas en negocios.

### Integración con Gráficos y Wikipedia
Hojas de cálculo puede producir gráficos de Google y tiene un complemento de terceros que permite la integración con Wikipedia.

### Otras funcionalidades
Se encuentra disponible una sencilla herramienta de buscar y reemplazar. El servicio incluye una herramienta de portapapeles web que permite a los usuarios copiar y pegar contenido entre hojas de cálculo, documentos, presentaciones y dibujos. El portapapeles web también se puede usar para copiar y pegar contenido entre diferentes computadoras. Los elementos copiados se almacenan en los servidores de Google hasta por 30 días. Google ofrecía una extensión para el navegador web Google Chrome llamada Edición de Office para Documentos, Hojas de cálculo y Presentaciones que permitía a los usuarios ver y editar documentos de Microsoft Excel en Google Chrome, a través de la aplicación de hojas de cálculo de Google. La extensión se podía usar para abrir archivos de Excel almacenados en la computadora usando Chrome, así como para abrir archivos que se encuentran en la web (en forma de archivos adjuntos de correo electrónico, resultados de búsqueda web, etc.) sin tener que descargarlos. La extensión está instalada en Chrome OS de forma predeterminada. A partir de junio de 2019, esta extensión ya no es necesaria porque la funcionalidad existe de forma nativa.
Google Cloud Connect era un complemento para Microsoft Office 2003, 2007 y 2010 que podía almacenar y sincronizar automáticamente cualquier documento de Excel con hojas de cálculo de Google (antes de la introducción de Drive). La copia en línea se actualizaba automáticamente cada vez que se guardaba el documento de Microsoft Excel. Los documentos de Microsoft Excel podían editarse sin conexión y sincronizarse más tarde cuando el usuario estuviese en línea. Google Cloud Connect mantuvo versiones anteriores de documentos de Microsoft Excel y permitió que varios usuarios colaboraran trabajando en el mismo documento al mismo tiempo. Sin embargo, Google Cloud Connect se suspendió el 30 de abril de 2013, ya que, según Google, Google Drive logró hacer todas las tareas anteriores, «con mejores resultados».
Si bien Microsoft Excel mantiene el error del año bisiesto de 1900, las hojas de Google «corrigen» este error al aumentar todas las fechas anteriores al 1 de marzo de 1900, por lo que ingresar «0» y formatearlo como una fecha devuelve el 30 de diciembre de 1899. Por otro lado, Excel trata «0» como el 31 de diciembre de 1899, que tiene el formato de 0 de enero de 1900.